# Zhang Taohua
Zhang Taohua (张桃花S, Zhāng TáohuāP; 10 marzo 1970) è un'ex cestista cinese.

## Carriera
Con la Cina ha disputato i Giochi olimpici di Seul 1988.